# Who is Mike Jones?
Who is Mike Jones? är ett album av den amerikanske hiphop-artisten Mike Jones som i USA släpptes den 15 april 2005. Det släpptes av Swishahouse och sålde i USA dubbelt platinum.

## Spår
1. "Back Then"
2. "Flossin'" med Big Moe
3. "Still Tippin'" med Paul Wall och Slim Thug
4. "Got It Sewed Up [Remix]"
5. "Scandalous Hoes" med Lil' Bran
6. "Screw Dat"
7. "Turning Lane"
8. "Laws Patrolling" med Lil' Bran
9. "5 Years From Now" med Lil' Bran
10. "Cuttin' [Remix]"
11. "What Ya Know About..." med Killa Kyleon och Paul Wall
12. "Know What I'm Sayin'" med Bun B och Lil' Keke
13. "Type of N**ga U Need"
14. "Grandma"